# فانسون باجو
فانسون باجو (19 أغسطس 1990 في فرنسا - ) (بالفرنسية: Vincent Pajot)‏ هو لاعب كرة قدم فرنسي في مركز الوسط. شارك مع منتخب فرنسا تحت 20 سنة لكرة القدم ومنتخب فرنسا تحت 21 سنة لكرة القدم. أما مع النوادي، فقد لعب مع ستاد رين ونادي بولون ونادي سانت إتيان. يلعب حاليا لنادي ميتز الفرنسي

## وصلات خارجية
- فانسون باجو على موقع رابطة كرة القدم الفرنسية للمحترفين (الإنجليزية)
- فانسون باجو على موقع قاعدة بيانات كرة القدم.إي يو (الإنجليزية)
- فانسون باجو على موقع ليكيب (الفرنسية)
- فانسون باجو على موقع Soccerway.com (الإنجليزية)
- فانسون باجو على موقع عالم كرة القدم.نت (الإنجليزية)